# Rögnitz
Rögnitz település Németországban, Mecklenburg-Elő-Pomeránia tartományban. Lakosainak száma 187 fő (2023. december 31.).

## Népesség
A település népességének változása:
| Lakosok száma | 206  | 200  | 189  | 186  | 187  |
|               | 2017 | 2019 | 2021 | 2022 | 2023 |